# Fußball in Bulgarien

Logo des Bulgarischen Fußballverbandes

Fußball (bulgarisch футбол, futbol) ist die beliebteste Sportart in Bulgarien. Der Bulgarische Fußballverband (bulgarisch Български футболен съюз/Bulgarski futbolen Sajus, kurz BFS) ist der Verband der bulgarischen Fußballvereine. Er wurde am 27. Juni 1985 in der bulgarischen Hauptstadt Sofia gegründet. Mitglieder des BFS sind 44 professionelle und 490 Amateurvereine. Der BFS ist Nachfolger der Bulgarischen Fußballföderation (bulg. Българска федерация по футбол/Balgarska federazija po futbol, kurz BFF), die zwischen 1962 und 1985 existierte. Er ist seit 1923 Mitglied der FIFA und seit 1954 der UEFA.

## DieA Grupa
In der A Grupa, der höchsten bulgarischen Liga, sind in der Saison 2012/13 folgende Mannschaften vertreten:
- Beroe Stara Sagora
- Botew Plowdiw
- FC Botew Wraza
- FK Etar Weliko Tarnowo
- Lewski Sofia
- Litex Lowetsch
- Lokomotive Plowdiw
- Lokomotive Sofia
- Ludogorez Rasgrad
- Minjor Pernik
- PFC Montana
- FC Pirin Goze Deltschew
- Slawia Sofia
- FC Tschernomorez Burgas
- Tscherno More Warna
- ZSKA Sofia

## DieB Grupa
Die insgesamt 14 Mannschaften der B Grupa in der Saison 2012/13:
| Team            | Stadt        | Stadion          | Kapazität |
| --------------- | ------------ | ---------------- | --------- |
| Bansko          | Bansko       | St. Peter        | 3.000     |
| Tschawdar       | Etropole     | Tschawdar        | 5.000     |
| Kaliakra        | Kavarna      | Kaliakra         | 5.000     |
| Ljubimez        | Ljubimez     | Ljubimez         | 5.000     |
| Neftochimic     | Burgas       | Lasur-Stadion    | 18.037    |
| Pirin           | Raslog       | Pirin            | 2.000     |
| Rakowski 2001   | Rakowski     | Rakowski         | 3.000     |
| Septemwri       | Simitli      | Struma           | 8.000     |
| Panajot Wolow   | Schumen      | Panajot Wolow    | 24.390    |
| Spartak         | Plewen       | Plewen           | 22.000    |
| Spartak         | Warna        | Spartak          | 13.000    |
| Sliwen 2000     | Sliwen       | Chadschi Dimitar | 10.000    |
| Swetkawiza      | Targowischte | Dimitar Burkow   | 8.000     |
| Widima-Rakowski | Sewliewo     | Rakowski         | 8.816     |

## Bulgarische Nationalmannschaft
Im Juli 2004 trat Christo Stoitschkow die Nachfolge des nach der Fußball-Europameisterschaft 2004 zurückgetretenen Plamen Markow als Trainer der bulgarischen Fußballnationalmannschaft an. Bei den Europameisterschaften war die Mannschaft bisher zweimal (1996 und 2004), bei den Weltmeisterschaften siebenmal dabei.
Das erste Länderspiel bestritt die Mannschaft Bulgariens gegen Österreich am 21. Mai 1924 in Wien und verlor das Spiel mit 0:6.

## Bekannte Spieler Bulgariens
- Christo Stoitschkow
- Krassimir Balakow
- Dimitar Berbatow
- Emil Kostadinow
- Jordan Letschkow
- Georgi Asparuchow
- Martin Petrow
- Stilian Petrow
- Christo Bonew
- Waleri Boschinow

## Teilnahme Bulgariens an der Fußball-Europameisterschaft
Bei der 10. Fußball-Europameisterschaft 1996 in England war Bulgarien erstmals an einer Endrunde dabei. Für die Fußball-Europameisterschaft 2004 in Portugal konnte sich die Nationalelf unter dem Trainer Plamen Markow erneut qualifizieren. In beiden Turnieren schieden die Bulgaren bereits in der Vorrunde aus.

## Teilnahme Bulgariens an der Fußball-Weltmeisterschaft
Erstmals konnte sich 1962 eine bulgarische Auswahl für die Fußball-Weltmeisterschaft qualifizieren: In der Qualifikation konnte man Frankreich nach einem Entscheidungsspiel mit 1:0 besiegen. Bei der Endrunde in Chile verlor Bulgarien zunächst knapp mit 0:1 gegen Argentinien, ehe man mit 1:6 gegen Ungarn verlor. Das letzte Gruppenspiel gegen England endete mit einem torlosen Unentschieden.
1966 in England konnte sich Bulgarien erneut durch ein Entscheidungsspiel, diesmal gegen Belgien durchsetzen, jedoch gelang es der Mannschaft erneut nicht, über die Vorrunde hinauszukommen. Alle drei Spiele gingen verloren (0:2 gegen Portugal, 0:3 gegen Brasilien und 1:3 gegen Ungarn). Georgi Asparuchow erzielte den einzigen Treffer der Bulgaren.
Vier Jahre später in Mexiko stand man kurz vor dem ersten Sieg bei einer Endrunde, gegen Peru war man in der 50. Spielminute bereits mit 2:0 in Führung gegangen. Die Peruaner schlugen jedoch zurück und bezwangen die Bulgaren mit 3:2. Nach dem 2:5 gegen die deutsche Auswahl war Bulgarien erneut vorzeitig ausgeschieden, gegen Marokko gab es danach ein enttäuschendes 1:1.
Bei der vierten Endrundenteilnahme 1974 in der Bundesrepublik Deutschland konnte Bulgarien die Vorrunde erneut nicht überstehen, jedoch gelang es den Bulgaren mit zwei Punkten aus drei Spielen der bislang beste Auftritt bei einer Endrunde. Danach konnte man sich 12 Jahre lang nicht mehr qualifizieren.
Bei der Fußball-Weltmeisterschaft 1986 in Mexiko gelang erstmals die Qualifikation für das Achtelfinale, dort verlor man allerdings mit 0:2 gegen den Gastgeber.
1994 in den USA konnten die Bulgaren ihre Negativserie von 16 WM-Spielen ohne Sieg mit einem 4:0 über Griechenland beenden. Im Achtelfinale schaltete man Mexiko nach Elfmeterschießen, im Viertelfinale Titelverteidiger Deutschland (2:1) aus. Letztendlich erreichten die Bulgaren den vierten Platz. Christo Stoitschkow wurde mit 6 Treffern Torschützenkönig.
1998 konnte Bulgarien nicht mehr an die Leistungen von vier Jahren zuvor anknüpfen. Aus drei Spielen holte man lediglich einen Punkt, das letzte Gruppenspiel gegen Spanien endete gar in einem 1:6-Debakel. Für die Weltmeisterschaften 2002 in Südkorea/Japan, 2006 in Deutschland und 2010 in Südafrika konnte sich Bulgarien nicht qualifizieren.
- 7. WM 1962 in Chile / Vorrunde
- 8. WM 1966 in England / Vorrunde
- 9. WM 1970 in Mexiko / Vorrunde
- 10. WM 1974 in Deutschland / Vorrunde
- 13. WM 1986 in Mexiko / Achtelfinale
- 15. WM 1994 in den USA / 4. Platz
- 16. WM 1998 in Frankreich / Vorrunde